# Дискографія Остіна Махона
Дискографія американського співака і автора пісень Остіна Махона налічує два мініальбоми, два мікстейпа, шість синглів, п'ять промо-синглів, і шістнадцять музичних кліпів. Махон випустив свій дебютний сингл «11:11» в iTunes 14 лютого 2011 року. 5 червня 2012 року, Махон випустив свій дебютний сингл «Say Somethin», який став його першою роботою під керуванням Chase Entertainment. 28 серпня 2012 Махон повідомив, що він підписав контракт з Chase/Universal Republic Records. 3 грудня 2012 Махон випустив свій другий сингл Say You're Just a Friend з майбутнього мініальбому. 29 травня 2013 року, тільки в Японії, він випустив свій дебютний мініальбом Extended Play.
10 червня 2013 року Махон випустив сингл «What About Love» з майбутнього міні-альбому. «Mmm Yeah» випущений як провідний сингл другого міні-альбому Махона під назвою The Secret, був виданий 26 січня 2014 року. The Secret було випущений 27 травня 2014 року. Згодом Махон випустив музичні кліпи на промо-сингли «All I Ever Need», «Shadow» і «Secret». 1 липня 2015 року Махон випустив провідний сингл «Dirty Work» зі свого майбутнього дебютного студійного альбому. Протягом вересня-жовтня 2015 року Махон продовжував самостійно випускати нову музику, зокрема, треки «Do It Right», «On Your Way», «Not Far» і «Put It On Me» оприлюднені для вільного скачування на сторінці Остіна у SoundCloud.
В грудні 2015 Махон видав свій дебютний мікстейп This Is Not the Album, а вже за рік — 30 грудня 2016 другий мікстейп ForMe+You. Окрім того, Остін випустив два сингла в серпні 2016 року: «Send It» за участі Річа Гомі Куана і «Way Up».

## Міні-альбоми
| Extended Play                                                                        | - Дата видання: 4 червня 2013 - Формати: CD, цифрове заванатаження - Лейбли: Chase, Republic             | — | —  | —  | —  | —  | —  | 17 | —  | —  | —  |                |
| The Secret                                                                           | - Дата видання: 27 травня 2014 - Формати: CD, цифрове заванатження - Лейбли: Cash Money, Chase, Republic | 5 | 74 | 60 | 11 | 18 | 12 | 49 | 42 | 11 | 27 | - США: 100,000 |
| «—» позначає видання, що не увійшли до чарту, або не були випущені на цій території. | |   |    |    |    |    |    |    |    |    |    |                |

## Мікстейпи
| Назва                 | Подробиці                                                                                  |
| --------------------- | ------------------------------------------------------------------------------------------ |
| This Is Not the Album | - Дата видання: 17 грудня 2015 - Лейбл: Самостійне видання - Формат: Цифрове заванатаження |
| ForMe+You             | - Дата видання: 30 грудня 2016 - Формат: Цифрове заванатаження                             |

## Сингли

### Як головний виконавець
| Назва                                                                                | Рік  | Найвища позиція в чартах | Найвища позиція в чартах | Найвища позиція в чартах | Найвища позиція в чартах | Найвища позиція в чартах | Найвища позиція в чартах | Найвища позиція в чартах | Найвища позиція в чартах | Найвища позиція в чартах | Найвища позиція в чартах | Сертифікації                                           | Альбом            |
| Назва                                                                                | Рік  | US                       | AUS                      | AUT                      | BEL                      | CAN                      | FRA                      | IRE                      | NL                       | SWI                      | UK                       | Сертифікації                                           | Альбом            |
| ------------------------------------------------------------------------------------ | ---- | ------------------------ | ------------------------ | ------------------------ | ------------------------ | ------------------------ | ------------------------ | ------------------------ | ------------------------ | ------------------------ | ------------------------ | ------------------------------------------------------ | ----------------- |
| «Say Somethin»                                                                       | 2012 | —                        | —                        | —                        | —                        | —                        | —                        | —                        | —                        | —                        | —                        |                                                        | Extended Play     |
| «Say You're Just a Friend» (за участі Flo Rida)                                      | 2012 | —                        | —                        | —                        | —                        | —                        | —                        | —                        | —                        | —                        | —                        |                                                        | Extended Play     |
| «What About Love»                                                                    | 2013 | 66                       | —                        | —                        | —                        | 67                       | 117                      | 71                       | 44                       | —                        | 83                       | - RIAA: Золотий                                        | The Secret        |
| «Banga! Banga!»                                                                      | 2013 | —                        | —                        | —                        | —                        | —                        | —                        | —                        | —                        | —                        | —                        |                                                        | Неальбомний сингл |
| «Mmm Yeah» (за участі Pitbull)                                                       | 2014 | 49                       | 32                       | 57                       | —                        | 36                       | —                        | 49                       | 48                       | 62                       | 34                       | - RIAA: Золотий - ARIA: Золотий - IFPI DEN: Платиновий | The Secret        |
| «Dirty Work»                                                                         | 2015 | —                        | —                        | —                        | —                        | —                        | —                        | —                        | —                        | —                        | —                        |                                                        | Неальбомний сингл |
| «Send It» (за участі Річа Гомі Куана)                                                | 2016 | —                        | —                        | —                        | —                        | —                        | —                        | —                        | —                        | —                        | —                        |                                                        | Неальбомний сингл |
| «Way Up»                                                                             | 2016 | —                        | —                        | —                        | —                        | —                        | —                        | —                        | —                        | —                        | —                        |                                                        | Неальбомний сингл |
| «Lady» (за участі Pitbull)                                                           | 2016 | —                        | —                        | —                        | —                        | —                        | —                        | —                        | —                        | —                        | —                        |                                                        | ForMe+You         |
| «—» позначає видання, що не увійшли до чарту, або не були випущені на цій території. |      |                          |                          |                          |                          |                          |                          |                          |                          |                          |                          |                                                        |                   |

### За участі Махона
| Назва                                                                       | Рік  | Найвища позиція в чартах | Альбом            |
| Назва                                                                       | Рік  | US                       | Альбом            |
| --------------------------------------------------------------------------- | ---- | ------------------------ | ----------------- |
| «Deserve Better» (Jump Smokers за участі Остіна Махона)                     | 2016 | —                        | Неальбомний сингл |
| «Bad Boyz» (Mr. Mauricio за участі Остіна Махона, Pitbull і Боббі Біскейна) | 2016 | —                        | Неальбомний сингл |
| «—» позначає видання, що не увійшли до чарту.                               |      |                          |                   |

### Промо-сингли
| «11:11»                                                                              | 2012 | — | Extended Play     |
| «Heart in My Hand»                                                                   | 2013 | — | Extended Play     |
| «U»                                                                                  | 2014 | — | Неальбомний сингл |
| «Till I Find You»                                                                    | 2014 | — | The Secret        |
| «Shadow»                                                                             | 2014 | — | The Secret        |
| «—» позначає видання, що не увійшли до чарту, або не були випущені на цій території. |      |   |                   |

## Інші сингли
| Назва        | Рік  | Інші виконавці | Альбом            |
| ------------ | ---- | -------------- | ----------------- |
| «Magik 2.0»  | 2013 | Becky G        | Смурфики 2        |
| «Fill Me In» | 2015 | Піа Міа        | Неальбомний сингл |
| «Joy Ride»   | 2016 | Боббі Бракінс  | To Live For       |

## Музичні відео
| Назва                             | Рік                    | Інші виконавці         | Режисери                                | Прим.                  |
| Як головний виконавець            | Як головний виконавець | Як головний виконавець | Як головний виконавець                  | Як головний виконавець |
| --------------------------------- | ---------------------- | ---------------------- | --------------------------------------- | ---------------------- |
| «Say Somethin»                    | 2012                   | —                      | Еван Денніс                             | [ 45 ]                 |
| «Say You're Just a Friend»        | 2012                   | Flo Rida               | Рей Кей                                 | [ 46 ]                 |
| «Heart in My Hand»                | 2013                   | —                      | Алекс Замм                              | [ 47 ]                 |
| «What About Love»                 | 2013                   | —                      | Колін Тіллі                             | [ 48 ]                 |
| «Banga! Banga!»                   | 2013                   | —                      | Гіл Ґрін                                | [ 49 ]                 |
| «Mmm Yeah» (Ліричне відео)        | 2014                   | Pitbull                | Рокко Вальдес, Ден Руф та Томаса Вітмор | [ 50 ]                 |
| «U»                               | 2014                   | —                      | N/A                                     | [ 51 ]                 |
| «Mmm Yeah»                        | 2014                   | Pitbull                | Гіл Ґрін                                | [ 52 ]                 |
| «All I Ever Need»                 | 2014                   | —                      | Ерік Герреро                            | [ 53 ]                 |
| «Shadow»                          | 2014                   | —                      | Шарлотта Найт                           | [ 54 ]                 |
| «Secret»                          | 2014                   | —                      | Ерік Герреро                            | [ 55 ]                 |
| «Dirty Work»                      | 2015                   | —                      | Гіл Ґрін і Кенні Кул-Ейд                | [ 56 ]                 |
| «Dirty Work» (Танцювальна версія) | 2015                   | —                      | Гіл Ґрін і Кенні Кул-Ейд                | [ 57 ]                 |
| «Put It on Me»                    | 2016                   | Sage the Gemini        | Гіл Ґрін                                | [ 58 ]                 |
| «Send It» (Ліричне відео)         | 2016                   | Річ Гомі Куан)         | Y2K                                     | [ 59 ]                 |
| «Way Up» (Ліричне відео)          | 2016                   | —                      | N/A                                     | [ 60 ]                 |
| За участі Махона                  |                        |                        |                                         |                        |
| «Fill Me In»                      | 2015                   | Піа Міа                | Н/Д                                     | [ 43 ]                 |
| «Joyride»                         | 2016                   | Боббі Бракінс          | Деміен Сандовал                         | [ 61 ]                 |

## Виноски
1. ↑  Сингл "Say You're Just a Friend" не потрапив до чарту Billboard Hot 100, але посів 4 сходинку в чарті Bubbling Under Hot 100 Singles
2. ↑  Сингл "Say You're Just a Friend" не потрапив до чарту Ultratop 50, але посів 2 сходинку в чарті Flemish Ultratip.[21]
3. ↑  Сингл "What About Love" не потрапив до чарту Ultratop 50, але посів 7 сходинку в чарті Flemish Ultratip.[21]
4. ↑  Сингл "Mmm Yeah" не потрапив до чарту Ultratop 50, але посів 28 сходинку в чарті Flemish Ultratip.[21]
5. ↑  Промо-сингл "11:11" не потрапив до чарту Billboard Hot 100, але посів 16 сходинку в чарті Bubbling Under Hot 100 Singles.